# جيمس أ. والش
جيمس أ. والش (بالإنجليزية: James A. Walsh)‏ هو عسكري أمريكي، ولد في 24 يوليو 1897 في نيويورك في الولايات المتحدة، وتوفي في 29 مايو 1960.